# North Geelong Warriors Football Club
Maillots
North Geelong Warriors Football Club, anciennement connu sous le nom de North Geelong Croatia, est un club australien semi-professionnel de football de la région  Victoria, ville de Geelong. 

Le club participe actuellement à la Victorian Premier League, la deuxième division australienne  et la première division de Victoria.

## Histoire
Le club a été fondé en 1967 par un important contingent de Croates de souche dans la ville de Geelong. La maison des guerriers La base est Elcho Park dans la banlieue nord de Geelong de Lara.